# Geneviève Vix

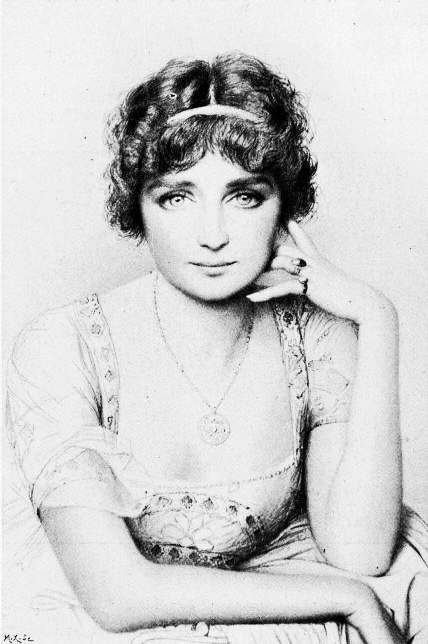
Vix, en 1912

Geneviève Vix (Nantes, 1879 - París, 25 de agosto de 1939) fue una soprano francesa. Era descendiente del pintor holandés Adriaen Brouwer.

## Biografía

### Carrera profesional
Estudió en los Conservatorios de Nantes y París. Debutó en el Palais Garnier en 1905, donde triunfó interpretando a Margarita en Faust, Armide, y Julieta en Romeo y Julieta. En la Opéra-Comique debutó el 27 de septiembre de 1906, permaneciando como miembro de la compañía durante seis temporadas, creando los papeles de Concepción en L'heure espagnole en 1911 y Francesca en Francesca da Rimini en 1913. También interpretó Manon, Louise, Carmen, Don Giovanni, Tosca, La traviata, Werther y Cendrillon en la Salle Favart. El 21 de febrero de 1908 cantó Geneviève en una reposición de Geneviève de Brabant, de Jacques Offenbach en el Théâtre des Variétés, París.
Vix disfrutó de una carrera internacional con apariciones en Barcelona, Madrid, Buenos Aires, Montevideo, Río de Janeiro, La Habana, Chicago, Nueva York, Boston, Roma, Cairo y Constantinopla, incorporando a su repertorio los papeles de Saffo, Salomé, Pelléas et Mélisande y Thaïs. Al final de su carrera, en París, se dedicó a un repertorio más ligero, estrenando el papel titular de la versión revisada de Lais ou La Courtisane amoureuse de Charles Cuvillier in 1929 y o La Duchesse de Mazarin en Florestan 1.er, prince de Monaco, de Heymann en 1933.
Realizó grabaciones de arias de Carmen, Werther y Tosca.

### Vida personal
Su primer matrimonio con M. Muller de Cordevart acabó en divorcio; en 1921 se casó en Cannes con Kirill Vasil'evich Naryshkin (1877 – 1950), que era el hijo de Vasilii L'vovich Naryshkin  y la Princesa Fevronia Pavlovna Jambakurian-Orbeliani. Vix fue amante ocasional del Rey de España, Alfonso XIII.
Se retiró de la escena en 1935, y murió en 1939 en París. Está enterrada en el Cementerio Ruso de Sainte-Geneviève-des-Bois, cerca de París.